# Paracheiridium decaryi
Paracheiridium decaryi är en spindeldjursart som beskrevs av Max Vachon 1938. Paracheiridium decaryi ingår i släktet Paracheiridium och familjen Pseudochiridiidae. Inga underarter finns listade i Catalogue of Life.